# Markus Steinhöfer
Markus Steinhöfer (* 7. března 1986 Weißenburg in Bayern) je bývalý německý fotbalový záložník či obránce. Svou aktivní kariéru ukončil v roce 2019 po angažmá v VfB Eichstätt.

## Klubová kariéra
V červnu 2015 se dohodl na kontraktu s AC Sparta Praha, kde se sešel se svým bývalým spoluhráčem z FC Basilej Radoslavem Kováčem.